# Segon origen
Segon origen és una pel·lícula catalana de 2015 dirigida per Bigas Luna i Carles Porta, coproduïda per Produccions Audiovisuals Antàrtida i Ipso Facto Films. És una adaptació escrita per Bigas Luna, Carles Porta i Carmen Chaves de la novel·la de l'escriptor català Manuel de Pedrolo Mecanoscrit del segon origen.
Es tracta d'una pel·lícula de ciència-ficció, romàntica i d'aventures, on els protagonistes lluiten per sobreviure en un món en ruïnes amb la responsabilitat de repoblar la terra que ha quedat despoblada arran d'una catàstrofe.
La pel·lícula havia de ser dirigida pel cineasta Bigas Luna, i s'havia de rodar el 2009, però la seva mort l'any 2013 va obligar a interrompre el projecte d'Antàrtida Produccions. El va succeir Carles Porta, que finalment començà a rodar aquesta pel·lícula al febrer del 2014.
El rodatge s'inicià a l'Estany d'Ivars i a Vila-sana. La producció té un pressupost de 7,3 milions d'euros, el 30% dels quals té finançament anglès.

## Argument
Segon origen és una pel·lícula de ciència-ficció, romàntica i d'aventures, basada en la novel·la de Manuel de Pedrolo, Mecanoscrit del segon origen.
L'Alba és una noia de 14 anys que viu amb el seu pare, d'origen anglès. Després de la mort de la seva mare a causa d'un càncer, el seu pare pren la decisió de traslladar-se a viure a una masia prop de Benaura, el lloc d'origen de la seva dona. Aquí, l'Alba fa classes d'anglès a en Dídac, un nen de 9 anys a qui encanta el futbol i els tractors. Un dia, quan l'Alba torna a casa amb moto, veu com tres nois tiren en Dídac al llac. Sense pensar-s'ho, es capbussa a salvar-lo. Quan els dos pugen a la superfície, tot ha quedat en ruïnes. S'adonen que ells són els dos únics supervivents. Junts hauran de començar de zero per reconstruir les seves vides i les de tota la humanitat.

## Repartiment
- Rachel Hurd-Wood: Alba, una adolescent de 14 anys que viu a Benaura, una vila rural catalana.
- Andrés Batista: Dídac (noi) un noi mulat de 9 anys. Viu a Benaura.
- Ibrahim Mané: Dídac (adult).
- Sergi López: Interpreta un home.
- Philip Hurd-Wood: Dara, pare de l'Alba.

## Producció
Bigas Luna començà la seva producció el 2009, però Carles Porta el va substituir com a director a causa de la seva mort l'any 2013. El 2009 es va rodar un teaser produït per la productora Antàrtida. Al febrer de 2014 va començar el rodatge a les terres de Lleida, a l'Estany d'Ivars, Vila-sana i l'embassament d'Utxesa, a Segre, a Gardeny comptant amb un pressupost de 7,3 milions d'euros i amb una co-producció d'un 30% per Anglaterra. Es va realitzar un concurs per a poder participar en el rodatge a Lleida. El rodatge també s'ha realitzat a Tarragona.
Ipso Facto Films és una productora fundada l'any 1993 per Christine Alderson. Té més de 17 pel·lícules i més de 50 curtmetratges o documentals per a festivals de cinema i televisió. La seva brillant trajectòria està marcada per nombrosos guardons en alguns dels més prestigiosos certàmens de la indústria cinematogràfica, com ara el Festival Internacional de Cine de Gijón, el Festival de Cinema Independent de Londres o el Festival Internacional de Cinema de Berlín, entre d'altres.
Antàrtida és una productora, liderada per Carles Porta.